# 진영 분기점
진영 분기점(進永分岐點, Jinyeong Junction, 진영JC)은 경상남도 김해시 진영읍 우동리에 설치된 남해고속도로와 부산외곽순환고속도로가 만나는 분기점이자 부산외곽순환고속도로의 기점이다. 2018년 2월 7일에 개통되었다.

## 역사
- 2011년 7월 6일 : 분기점 신설을 위해 김해시 도시계획시설 교통광장에 진영읍 우동리 일원을 진영 분기점으로 고시[3]
- 2013년 6월 18일 : 집단묘지 훼손 최소화 민원 처리를 위해 김해시 도시계획시설 교통광장 면적 변경[4]
- 2018년 2월 7일 : 부산외곽순환고속도로 진영 ~ 노포 구간 개통과 함께 통행 개시[5]

## 구조물 정보
트럼펫 형태이나 분기점 부지 내에 진영휴게소가 위치하고 있어 남해고속도로와 부산외곽순환고속도로가 연결되는 진·출입로 외에 부산외곽순환고속도로와 진영휴게소와 연결되는 진·출입로가 추가로 설치되어 있다. 일부 시설은 창원시 동읍 용정리에 걸쳐 있다.
- 위치 : 경상남도 김해시 진영읍 우동리

## 접속하는 노선

### 순천・부산방면
- 남해고속도로 (34-1번)

### 기장방면
- 부산외곽순환고속도로 (1번)

## 교통량 정보
진영휴게소를 통해 부산외곽순환고속도로로 진출한 차량 기준이다.
| 요금소              | 통행량 (대/일) | 통행량 (대/일) | 각주  |
| 요금소              | 2018년         | 2019년         | 각주  |
| ------------------- | -------------- | -------------- | ----- |
| 진영휴게소 (폐쇄식) | 15             | 13             | [ 6 ] |